# Mozaikszók listája: G, Gy
Ezen a lapon a G és Gy betűvel kezdődő mozaikszók ábécé rend szerinti listája található. A kis- és nagybetűk nem különböznek a besorolás szempontjából.

## Lista: G
- GDF -Gnutella Developers Forum, Geographic Data Files, General Data Format for Biomedical Signals, Gábor Dénes Főiskola, Game Data File, Guardia di Finanza
- GDFCF – Gross Domestic Fixed Capital Formation
- GDP – Gross Domestic Product (bruttó hazai termék)
- GNP – Gross National Product (bruttó nemzeti termék)
- GCC – Gnu Compiler Collection
- GCJ – Gnu Compiler for Java
- GEF – Global Environment Facility (Globális Környezeti Alap)
- GUID – Globally Unique Identifier (Globálisan egyedi azonosító)
- gmk – gazdasági munkaközösség
- GNOME
- GNU
- GPS – Global Positioning System
- GPU – graphics processing unit (grafikus processzor)
- GUI – graphical user interface (grafikus felhasználói felület)
- GSM – Global System for Mobile Telecommunications (Globális Mobil Távközlési Rendszer)
- GTK – Gazdasági és Társadalomtudományi Kar

## Lista: Gy
- gyed – gyermekgondozási díj
- gyes – gyermek ellátási segély
- gyet – gyermekgondozási támogatás
- GYHF – Győri Hittudományi Főiskola
- GYSEV – Győr-Sopron-Ebenfurti Vasút